# Samara Karimowa
Samara Ermekowna Karimowa (russisch-kirgisisch Самара Эрмековна Каримова; * 10. April 1991 im Oblus Batken) ist eine kirgisische Popsängerin, die als Popstar in ihrer Heimat gilt. Sie ist als Solistin des Nationaltheaters in Osch tätig. Sie ist verheiratet und hat drei Kinder.